# Mnesikles

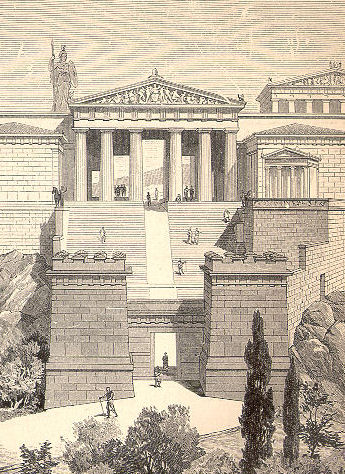
Propyläen der Athener Akropolis

Mnesikles (altgriechisch Μνησικλής) war ein berühmter Architekt im Athen des 5. Jahrhunderts v. Chr. zur Zeit des Perikles. 
Sein berühmtestes Werk sind die Propyläen der Athener Akropolis, die von 437 v. Chr. bis 432 v. Chr. erbaut wurden. Mnesikles zeigte sich in seinen Propyläen als kühner Neuerer, der nicht nur die äußere dorische Ordnung auf bisher ungekannte Weise mit der ionischen Säulenstellung des Prozessionsweges verband. Mit seinem zweiflügeligen Entwurf, der komplizierte Raumabfolgen integrierte und Elemente der Tempelarchitektur zitierte, schuf er eine ganz neue und auf den Betrachter bezogene Architektur, die spätere Platzanlagen insbesondere hellenistischer Zeit vorbereitete. Mit seinem vielschichtig durch optische Verfeinerungen entworfenen Torbau machte er die Ersteigung der Akropolis zu einer Inszenierung, die ihren Höhepunkt beim Durchschreiten in der Bezogenheit auf die Statue der phidiasischen Athena Promachos fand: Dem Blick des Besuchers offenbarte sich in der Eingangsachse des Torbaues das monumentale und golden glänzende Bild der Göttin.